# El Rosario, Puebla
El Rosario är en ort i Mexiko.   Den ligger i kommunen Chichiquila och delstaten Puebla, i den sydöstra delen av landet, 220 km öster om huvudstaden Mexico City. El Rosario ligger 2 031 meter över havet och antalet invånare är 597.
Terrängen runt El Rosario är kuperad söderut, men norrut är den bergig. Terrängen runt El Rosario sluttar österut. Runt El Rosario är det ganska glesbefolkat, med 36 invånare per kvadratkilometer. Närmaste större samhälle är Huatusco de Chicuellar, 14,1 km sydost om El Rosario. I omgivningarna runt El Rosario växer huvudsakligen savannskog.